# Рейхстаг (Северогерманский союз)
Рейхстаг (нем. Reichstag — «государственное собрание») — высший представительный и законодательный орган в Северогерманском союзе.
Рейхстаг далеко не получил обычных парламентских прав: вотировка законов и бюджета были его единственными прерогативами. Он состоял из 297 депутатов (по 1 на 100 000 жителей), избираемых мужским населением всеобщей подачей голосов. Созывал и распускал рейхстаг прусский король, как президент союза. Всеми внешними и внутренними делами союза заведовал назначенный королём Пруссия канцлер, не несший перед рейхстагом никакой ответственности. Принятые законы вступали в силу после одобрения их Союзным советом и утверждения президентом.

Отказ от вотирования налогов был воспрещен. Союзный канцлер и его министры назначались прусским королём независимо от какого-либо парламентского большинства. Утвердившаяся благодаря конфликту независимость армии от парламента была сохранена и по отношению к рейхстагу. Зато у членов этого рейхстага было горделивое сознание, что они избраны на основе всеобщего избирательного права. Об этом обстоятельстве напоминал им также, правда неприятным образом, вид двух социалистов, которые сидели среди них.— Маркс К., Энгельс Ф. Роль насилия в истории // Соч. — 2. — Т. 21. — С. 450.